# Medal of Honor: Allied Assault
Medal of Honor: Allied Assault är ett datorspel ur förstapersonsskjutargenren från 2002, utvecklat av 2015, inc. och utgivet Electronic Arts. Spelet är det tredje spelet inom Medal of Honor-serien. Spelet utspelar sig under andra världskriget och är delvis inspirerat av filmen Rädda menige Ryan från 1998 av Steven Spielberg. 

## Handling
Spelaren tar rollen som löjtnant Mike Powell, som också är en agent från underrättelsetjänsten Office of Strategic Services (OSS). Powell tar itu med sex uppdrag i Nordafrika och Europa och förväntas av sitt befäl att avsluta flera olika mål i varje uppdrag. Överste Stanley Hargrove är Powells befälhavare och det är han som skickar viktig information om Powells uppdrag. Under hans uppdrag får Powell ofta hjälp av de allierade styrkorna, men för det mesta kämpar han ensam mot tyskarna. 

### Uppdrag
- Lighting the Torch (den 7 november 1942): Löjtnant Powell inleder hans första uppdrag som en OSS-agent i Nordafrika. Han är, tillsammans med en grupp av kommandosoldater, på ett räddningsuppdrag. De kommer till den algeriska kuststaden Arzew, som är ockuperat av tyskarna. Powell och hans grupp förstör stadens kustartilleri och kommer till stadens innergård, där de råkar i bakhåll. Hela Powells grupp dödas och han blir den enda överlevande. Powell får senare i uppdrag att befria Major Jack Grillo, en brittisk agent från SAS som hade tillfångatagits av tyskarna. Powell finner honom i en fängelsecell, befriar Jack och blir då hans vägvisare. Tillsammans genomgår de olika uppdrag i staden, som att samla stulna dokument och sabotera olika redskap från den tyska Afrikakåren. Powell förstör sedan två lastbilar, fem stridsvagnar och två luftvärnskanoner. De stjäl en jeep och kämpar sig genom ett flygfält och förstör ett flertal flygplan. Efter det kämpar Powell för att komma fram till en fyr, där han skickar koordinaterna till de återstående tyskarnas ställningar. Jack och Powell flyr sedan med en tysk lastbil. Det här blir början av Operation Torch.

- Scuttling the U-529 (den 14 februari 1943): Powell och Grillo skickas till Norge för att infiltrera sig till en tysk ubåt som är stationerad i en Kriegsmarine-bas utanför staden Trondheim. De har fått i uppdrag att förstöra en Naxos, vilket är en speciell radardetektor som skulle göra Tyskland till Atlantens härskare. I början av uppdraget dödas Major Grillo och Powell blir då tvungen att fullfölja uppdraget ensam. Han förklär sig som en tysk officer, stjäl ett par hemliga dokument och saboterar ubåten. Han flyr sedan från basen och kommer till en liten järnvägsstation där en grupp amerikanska soldater väntar på ett tåg som tillhör norska motståndsrörelsen.

- Operation Overlord (den 6-7 juni 1944): Powell blir förflyttad till västfronten för att leda en pluton soldater på Omaha Beach under Operation Overlord. Händelserna i detta uppdrag är baserade på filmen Rädda menige Ryan. Powell och amerikanerna förstör de närliggande kustbunkrarna och de allierade lyckas inrätta ett brohuvud i Normandie. Sedan går han ihop med kapten Ramsey för att leta efter fallskärmsjägare från 101st Airborne Division. De ska med hjälp av dem förstöra ett batteri av Nebelwerfers utanför staden Carentan.

- Behind Enemy Lines (den 22 juni 1944): Powell går ensam bakom fiendens linjer för att skaffa underrättelser om tyskarnas förflyttningar, samt att få information om tyskarnas beryktade "King Tiger Tank". Men först måste Powell rädda en amerikansk officer och hans pilot, vilka hade kraschlandat i ett landsbygdsområde och var angripna av tyskar. Powell lyckas rädda dem och eskorterar dem till ett säkert hus. Vid ankomsten möter han Manon Batiste, en hemlig agent som hjälper Powell i hans uppdrag. Batiste hjälper sedan Powell att infiltrera sig till en fordonsbas där flera Tiger-stridsvagnar måste omintetgöras. Sedan infiltrerar han till en herrgård, där han finner underrättelser om tyskarnas krigsplaner samt ritningar av en King tiger-stridsvagn.

- Day of the Tiger (den 20 augusti 1944): Powell kommer till en liten by för att rensa den från tyska krypskyttar samt att stjäla en King Tiger-stridsvagn som låg parkerad där. Med den ska Powell och amerikanerna använda mot tyskarna i staden Brest, Frankrikes näst största hamnstad. När Powell når staden måste han skydda bron som leder in till stadens centrum. Han måste även hindra tyskarna från att spränga King Tiger-stridsvagnen och de amerikanska Sherman-stridsvagnarna på andra sidan floden.

- The Return to Schmerzen (den 18 januari 1945): Powell hoppar fallskärm till Tyskland för att förstöra Fort Schmerzen, en hemlig fabrik vid Siegfriedlinjen som tillverkar senapsgas. Han flyr från en skog full av tyska kulsprutepositioner och bunkrar. Efter det förklär han sig som en tysk soldat och infiltrerar sig till en bas, där han påträffar ett exemplar av tyskarnas nya vapen Sturmgewehr 44, världens första automatkarbin. Sedan infiltrerar Powell och en grupp amerikanska soldater Fort Schmerzen, rensar anläggningen från tyskar och dödar forskarna som tillverkade senapsgasen. De förstör sedan fabriken med sprängmedel och flyr från platsen med ett tåg.

## Vapen
Tyska vapen
- Walther P38
- Kar98k
- MP 40
- Model 24 Stielhandgranate
- Panzerschreck
- StG-44
- MG42

Allierade vapen
- M12
- M1 Garand
- M1903A4 Springfield
- M1 Thompson
- M1911 Colt .45
- M1 Bazooka
- M1918 Browning Automatic Rifle (BAR)
- Mark II Fragmentation Grenade
- M1919A4 Browning